# Vladimir Chadrine
Pour les articles homonymes, voir Chadrine.
Temple de la renommée russe : 2014
Vladimir Nikolaïevitch Chadrine  - en russe : Владимир Николаевич Шадрин - (né le 6 juin 1948 à Moscou en URSS et mort dans la même ville le 26 août 2021) est un ancien joueur professionnel russe de hockey sur glace.

## Carrière de joueur
Il commence sa carrière professionnelle en championnat d'URSS avec le HC Spartak Moscou en 1965. Il remporte trois titres de champion avec l'équipe. Il termine avec un bilan de 445 matchs et 213 buts en élite russe. En 1979, il part au Japon au New Oji Seishi Tomakomai. En 1983, il met un terme à sa carrière.

## Carrière internationale
Il a représenté l'URSS à 169 reprises (71 buts) sur une période de 10 ans de 1968 à 1978. L'équipe a remporté les Jeux olympiques en 1972 et 1976. Il a participé à sept éditions des championnats du monde pour un bilan de quatre médailles d'or, deux d'argent et une de bronze.

## Trophées et honneurs personnels
Championnat du monde
- 1976 : termine meilleur buteur.
- 1976 : termine meilleur pointeur.

URSS
- 1973, 1976 : élu dans la meilleure ligne.

## Statistiques

### En équipe nationale
| Année | Équipe | Compétition |    | PJ | B | A  | Pts | Pun                |  | Résultat |
| 1970  | URSS   | CM          | 1  | 1  | 4 | 5  | 0   | Médaille d'or      |  |          |
| 1971  | URSS   | CM          | 5  | 6  | 2 | 8  | 0   | Médaille d'or      |  |          |
| 1972  | URSS   | JO          |    |    |   |    |     | Médaille d'or      |  |          |
| 1972  | URSS   | CM          | 9  | 5  | 5 | 10 | 6   | Médaille d'argent  |  |          |
| 1973  | URSS   | CM          | 9  | 3  | 7 | 10 | 4   | Médaille d'or      |  |          |
| 1974  | URSS   | CM          | 10 | 6  | 5 | 11 | 20  | Médaille d'or      |  |          |
| 1976  | URSS   | JO          |    |    |   |    |     | Médaille d'or      |  |          |
| 1976  | URSS   | CM          | 9  | 2  | 3 | 5  | 6   | Médaille d'argent  |  |          |
| 1977  | URSS   | CM          | 10 | 3  | 6 | 9  | 2   | Médaille de bronze |  |          |